# 卡罗琳·布鲁尔
卡罗琳·布鲁尔（英語：Caroline Brewer，1962年12月21日—），英国前女子曲棍球运动员。她曾代表英国国家队参加1988年夏季奥林匹克运动会曲棍球比赛，结果队伍获得第四名。